# Themisto (hold)
A Themisto (görögül Θεμιστώ) vagy Jupiter XVIII, a Jupiter egyik holdja. Először Charles Thomas Kowal és Elizabeth Roemer fedezte fel 1975. szeptember 30-án, és október 3-án jelentették be (IAUC 2845), akkor az S/1975 J 1 ideiglenes nevet kapta. Nem készült elég megfigyelés a pálya kiszámításához, ezért hamarosan eltűnt a kutatók szeme elől.
Az 1980-as években lábjegyzetként jelent meg a csillagászati könyvekben. 2000-ben egy látszólag új holdat fedezett fel Scott S. Sheppard, David C. Jewitt, Yanga R. Fernández és Eugene A. Magnier, ez a S/2000 J 1 nevet kapta. Azonban hamar kiderült, hogy ez ugyanaz, mint az 1975-ben elveszett objektum.
2002-ben kapta meg a hivatalos nevét Themisto után, aki Zeusz szeretője volt a görög mitológiában. A Themisto pályája szokatlan, nagyjából a Galilei-holdak és a Himalia csoport tagjai között kering.